# خانه آیت گلشن
خانه آیت گلشن مربوط به دوره معاصر است و در شهرستان فومن، شهرک ماسوله واقع شده و این اثر در تاریخ ۲۵ اسفند ۱۳۸۰ با شمارهٔ ثبت ۵۳۲۳ به‌عنوان یکی از آثار ملی ایران به ثبت رسیده است.